# 参旗八
参旗八（猎户座π5）是位于猎户座的双星系统，其视星等为3.69。